# Эра
Э́ра (лат. aera):
- В хронологии — начальный момент летосчисления, например: христианская эра, мусульманская эра (хиджра), эра Диоклетиана, эра Селевкидов, эра «от основания Рима» и т. д. (См. Список дат начала различных эр). Бо́льший промежуток времени, чем эпоха[1].
- Геологическая эра — промежуток времени геологической истории, в течение которого сформировалась эратема (группа); подразделяется на геологические периоды; несколько эратем объединяются в эон. Например: палеозойская, мезозойская, кайнозойская эра.
- Астрологическая эра — 1/12 периода прецессии земной оси, например: эра Водолея и т. д.